# Ioan Alexandru
Ioan Alexandru (Pusztatopa, 1941. december 25. – Bonn, Németország, 2000. szeptember 16.) román költő, publicista és esszéista. Alapító tagja a román Nemzeti Kereszténydemokrata Pártnak.

## Élete
A középiskolát 1962-ben fejezte be Kolozsváron a George Barițiu Líceumban és beiratkozott a bölcsészettudományi karra. Tanulmányait Bukarestben fejezte be 1968-ban. Egy németországi ösztöndíjat nyert, ahol tanított. Doktori címet a Patria la Pindar și Eminescu (1973) című dolgozatával szerzett. 1990 után politikai állása lett és képviselője volt Aradon a Nemzeti Kereszténydemokrata Pártnak.

## Munkássága
Verse először a Tribuna folyóiratban jelent meg 1960-ban. Első önálló verseskötete 1964-ben jelent meg Cum să vă spun névvel. Nagy sikert aratott a Vămile pustiei (1969) és a Poeme (1970) című kötetei.

## Művei
- Cum să vă spun, 1964
- Viața, deocamdată, 1965
- Infernul discutabil, 1967
- Vămile pustiei, 1969
- Vina (verssorok), 1967
- Poeme, 1970
- Imnele bucuriei, 1973
- Imnele Transilvaniei, 1976, Imnele Transilvaniei II, 1985
- Iubirea de patrie. Jurnal de poet (esszék), I, 1978
- Imnele Moldovei, 1980
- Poezii-Poesie, 1981
- Imnele Țării Românești, 1981
- Imnele iubirii, 1983
- Imnele Putnei, 1985
- Imnele Maramureșului, 1988
- Bat clopotele în Ardeal (regény), 1991
- Căderea zidurilor Ierihonului sau Adevărul despre Revoluție (publicisztika), 1993
- Amintirea poetului, 2003
- Lumină lină: Imne, 2004

## Magyarul
- Szeplőtelen szerelem; vál., ford., utószó Kányádi Sándor; Európa, Bp., 1982 (Napjaink költészete)

## Fordításai
- Fordított Pindarosz, Rainer Maria Rilke műveket és az Énekek énekét.

## Fordítás
- Ez a szócikk részben vagy egészben  az   Ioan Alexandru című román Wikipédia-szócikk ezen változatának fordításán alapul.  Az eredeti cikk szerkesztőit annak laptörténete sorolja fel. Ez a jelzés csupán a megfogalmazás eredetét és a szerzői jogokat jelzi, nem szolgál a cikkben szereplő információk forrásmegjelöléseként.